# Berti Vogts
Hans-Hubert Vogts (Büttgen, 30 de diciembre de 1946), conocido deportivamente como Berti Vogts, es un exfutbolista y entrenador alemán.

## Carrera como jugador
Vogts se unió a los chicos del equipo de fútbol local VfR Büttgen en 1954 cuando tenía 7 años de edad, jugando allí hasta 1965, año en el que fue transferido al Borussia Mönchengladbach. Fue defensa en la banda derecha, su tenacidad le hizo ganarse el sobrenombre de "Der Terrier". Fue una de las figuras de la época dorada del Borussia en los años 70, cuando ganó cinco veces la 1. Bundesliga, una vez la Copa de fútbol de Alemania y la Copa de la UEFA dos veces. Vogts hizo 419 apariciones en la Bundesliga para el Mönchengladbach, marcando 33 veces, y otras 64 apariciones para el club en competiciones europeas, marcando 8 goles. Vogts se mantuvo con el Mönchengladbach hasta que se retiró como jugador en 1979.
También fue un miembro de la selección de fútbol de Alemania que ganó la Copa Mundial de Fútbol de 1974 y la Eurocopa de Naciones de 1972. En total, jugó 9 partidos como internacional para los juegos de Alemania del Oeste, tuvo 3 apariciones para la selección sub-23 y 96 con la absoluta, haciendo de él uno de los futbolistas alemanes más laureados. Fue el capitán de la selección 20 veces y marcó un gol como jugador internacional.

## Carrera como entrenador
Después de que finalizara su carrera como jugador, Vogts se convirtió en el entrenador de fútbol para la selección alemana sub-20 y continuó en este puesto hasta 1990. En 1986, pasó a ser asistente del entrenador de la selección absoluta. Junto a Franz Beckenbauer fue uno de los artífices de la conquista alemana del Mundial de Italia 1990 y, ya en 1990, fue ascendido a entrenador de la selección, liderando a los germanos en la victoria de la Eurocopa 1996. A fecha de 2024 sigue siendo el único en ganar la Eurocopa como jugador y entrenador. Pero dejó su puesto al frente de la Mannschaft en 1998, tras la eliminación de Alemania en los cuartos de final de la Copa del Mundo en Francia.
Después de un tiempo alejado de los banquillos, se convirtió en el entrenador del Bayer 04 Leverkusen en noviembre de 2000. En el mayo siguiente, a pesar de conseguir la clasificación del Bayer Leverkusen para la Liga de Campeones de la UEFA al terminar 4.º en la Bundesliga, fue despedido.
Posteriormente, fue nombrado entrenador de la selección de fútbol de Kuwait en agosto de 2001.
Después de 6 meses con Kuwait, Vogts dimitió para asumir el cargo de entrenador de la selección de fútbol de Escocia. Durante sus dos años y medio, los registros de los internacionales de Escocia fueron muy pobres, con derrotas en casa ante noruegos y húngaros, y un humillante empate a dos con el equipo de las diminutas Islas Feroe. A pesar de perder su crédito, el rendimiento de su equipo y la baja calidad de los jugadores seleccionables, Vogts no hizo caso a las críticas de la prensa.
En octubre del 2004, la selección escocesa empató con la selección de fútbol de Moldavia, arruinando las esperanzas de clasificación para la Copa Mundial de Fútbol de 2006, y Vogts dejó su puesto a pesar de que le quedaba un año y medio de contrato. Vogts protestó en los medios, citando que las críticas hacia su labor eran un "abuso deshonroso". Más tarde anunció que nunca volvería a entrenar tras este abuso. Pero lo peor estaba por venir para Vogts cuando Walter Smith tomó el mando de la Selección de fútbol de Escocia el 2 de diciembre de 2004 y el equipo cambió inmediatamente su suerte; varios jugadores con un alto perfil como David Weir y Barry Ferguson dijeron a la prensa que el equipo bajo el mando de Vogts sufría una "falta de dirección" y una "pobre gestión".
En febrero del año 2007, Vogts fue contratado como entrenador de la Selección de fútbol de Nigeria hasta el año 2010. Pero en 2008, después de ser eliminada en cuartos de final de la Copa África, abandonó el cargo y firmó con la Selección de fútbol de Azerbaiyán, a la que dirigió hasta su dimisión en octubre de 2014.
El 31 de marzo de 2014 se unió como asesor de Jürgen Klinsmann en la dirección técnica de la selección de fútbol de los Estados Unidos.

## Clubes

### Como jugador
| Club                     | País     | Año       |
| ------------------------ | -------- | --------- |
| Borussia Mönchengladbach | Alemania | 1965-1979 |

### Otros cargos
| Selección                   | País           | Año       | Asistente de      | Rol       |
| --------------------------- | -------------- | --------- | ----------------- | --------- |
| Selección de Alemania       | Alemania       | 1986-1990 | Franz Beckenbauer | Asistente |
| Selección de Estados Unidos | Estados Unidos | 2015-2016 | Jürgen Klinsmann  | Asesor    |

### Como entrenador
| Club                         | País       | Año       |
| ---------------------------- | ---------- | --------- |
| Selección sub-20 de Alemania | Alemania   | 1979-1990 |
| Selección de Alemania        | Alemania   | 1990-1998 |
| Bayer Leverkusen             | Alemania   | 2000-2001 |
| Selección de Kuwait          | Kuwait     | 2001-2002 |
| Selección de Escocia         | Escocia    | 2002-2004 |
| Selección de Nigeria         | Nigeria    | 2007-2008 |
| Selección de Azerbaiyán      | Azerbaiyán | 2008-2014 |

## Estadísticas como jugador
| Club                     | Club          | Club          | Liga | Liga | Copa | Copa | Continental | Continental | Total | Total |
| Club                     | Div           | Temp          | PJ   | G    | PJ   | G    | PJ          | G           | PJ    | G     |
| ------------------------ | ------------- | ------------- | ---- | ---- | ---- | ---- | ----------- | ----------- | ----- | ----- |
| Borussia Mönchengladbach | 1.ª           | 1965–66       | 34   | 0    | 2    | 0    | —           | —           | 36    | 0     |
| Borussia Mönchengladbach | 1.ª           | 1966–67       | 34   | 1    | 1    | 0    | —           | —           | 35    | 1     |
| Borussia Mönchengladbach | 1.ª           | 1967–68       | 34   | 6    | 3    | 0    | —           | —           | 37    | 6     |
| Borussia Mönchengladbach | 1.ª           | 1968–69       | 34   | 8    | 2    | 0    | —           | —           | 36    | 8     |
| Borussia Mönchengladbach | 1.ª           | 1969–70       | 34   | 5    | 3    | 1    | —           | —           | 37    | 6     |
| Borussia Mönchengladbach | 1.ª           | 1970–71       | 34   | 1    | 4    | 0    | 4           | 2           | 42    | 3     |
| Borussia Mönchengladbach | 1.ª           | 1971–72       | 19   | 1    | 2    | 0    | 4           | 0           | 25    | 1     |
| Borussia Mönchengladbach | 1.ª           | 1972–73       | 34   | 3    | 9    | 0    | 12          | 2           | 55    | 5     |
| Borussia Mönchengladbach | 1.ª           | 1973–74       | 27   | 3    | 3    | 0    | 7           | 1           | 37    | 4     |
| Borussia Mönchengladbach | 1.ª           | 1974–75       | 34   | 0    | 2    | 0    | 12          | 2           | 48    | 2     |
| Borussia Mönchengladbach | 1.ª           | 1975–76       | 34   | 1    | 4    | 1    | 6           | 0           | 44    | 2     |
| Borussia Mönchengladbach | 1.ª           | 1976–77       | 27   | 1    | 1    | 0    | 9           | 1           | 37    | 2     |
| Borussia Mönchengladbach | 1.ª           | 1977–78       | 34   | 2    | 5    | 0    | 8           | 0           | 47    | 2     |
| Borussia Mönchengladbach | 1.ª           | 1978–79       | 6    | 0    | 1    | 0    | 3           | 0           | 10    | 0     |
| Total carrera            | Total carrera | Total carrera | 419  | 32   | 42   | 2    | 65          | 8           | 526   | 42    |

## Estadísticas como entrenador
| Selección/Club   | De                      | A                       | Estadística | Estadística | Estadística | Estadística | Estadística | Estadística |
| Selección/Club   | De                      | A                       | PJ          | PG          | PE          | PP          | %           | Ref         |
| ---------------- | ----------------------- | ----------------------- | ----------- | ----------- | ----------- | ----------- | ----------- | ----------- |
| Alemania Sub-20  | junio de 1979           | 8 de agosto de 1990     | Desconocido | Desconocido | Desconocido | Desconocido | Desconocido | Desconocido |
| Alemania         | 9 de agosto de 1990     | 7 de septiembre de 1998 | 102         | 66          | 24          | 12          | 72,5%       | [ 16 ]      |
| Bayer Leverkusen | 14 de noviembre de 2000 | 21 de mayo de 2001      | 25          | 11          | 3           | 11          | 48%         | [ 17 ]      |
| Kuwait           | 12 de agosto de 2001    | 28 de febrero de 2002   | 11          | 2           | 6           | 3           | 36,4%       |             |
| Escocia          | 1 de marzo de 2002      | 2 de noviembre de 2004  | 31          | 8           | 7           | 16          | 33,3%       |             |
| Nigeria          | 15 de enero de 2007     | 20 de febrero de 2008   | 15          | 7           | 3           | 5           | 53,3%       |             |
| Azerbaiyán       | 1 de abril de 2008      | 17 de octubre de 2014   | 71          | 15          | 22          | 34          | 31,5%       |             |
| Total            | Total                   | Total                   | 255         | 109         | 65          | 81          | 51,2%       |             |